# Tomomingi wastani
Tomomingi wastani är en spindelart som beskrevs av Szüts, Scharff 2009. Tomomingi wastani ingår i släktet Tomomingi och familjen hoppspindlar. Inga underarter finns listade i Catalogue of Life.